# 巴特勒 (肯塔基州)
巴特勒（英語：Butler），是美国肯塔基州的一座城市。建立于1830年，面积约为0.5平方公里（0.2平方英里）。根据2010年美国人口普查，该市的人口为612人。